# 小相手蟹
小相手蟹（学名：Nanosesarma minutum），亦作小型小相手蟹，方蟹總科相手蟹科小相手蟹属的物種。舊屬方蟹科小相手蟹属，現從新分類作相手蟹科。分布于日本、印度尼西亚、新加坡、泰国、印度以及中国大陆的广东、福建、浙江、河北等地，在非洲印度洋沿岸的马达加斯加、索馬里及坦桑尼亞亦有出沒。生活环境为海水，主要栖息于低潮线岩石旁。